# Zeitter & Winkelmann
Zeitter & Winkelmann war die älteste in Braunschweig gegründete Klavierbaufirma. Sie wurde 1837 von Christian Ludewig Theodor Winkelmann begründet.

## Firmengeschichte
Im Haus am Wollmarkt 3 in Braunschweig stellte Christian Theodor Winkelmann zunächst mit vier bis fünf Mitarbeitern  Tafelklaviere her, bald auch Flügel. 1851 trat Friedrich Zeitter als Teilhaber in das Unternehmen ein, er führte unter anderem die Kreuzung der Saiten und den Eisenrahmen ein. Die Jahresproduktion konnte auf 60 bis 80 Instrumente ausgebaut werden.
1888 wurde in der Hildesheimer Straße ein Neubau errichtet, der 1924 erweitert wurde. Im selben Jahr wurde das 30.000. Klavier produziert. In den 1920er Jahren schlossen sich Zeitter & Winkelmann, die ebenfalls in Braunschweig ansässige Firma Schimmel und einige weitere Klavierbaufirmen zur „Deutschen Pianowerke AG“ zusammen. In den 1930er Jahren löste sich diese Vereinigung wieder auf, wobei Zeitter & Winkelmann und Schimmel weiterhin eigenständig blieben.
Durch den Bombenangriff auf Braunschweig am 15. Oktober 1944 wurden die Produktionsstätten zerstört; jedoch gelang Rudolf Winkelmann jun. der Wiederaufbau des Unternehmens in der Leipziger Straße. 1963 verkaufte er die Firma Zeitter & Winkelmann an die Seiler Pianofortefabrik in Kitzingen.

## Weitere Klavierbauunternehmen aus Braunschweig
- Grotrian-Steinweg
- Wilhelm Schimmel Pianofortefabrik